# Domitia Decidiana
Domitia Decidiana († nach 98) war eine römische Adelige des ersten Jahrhunderts n. Chr.

## Leben
Domitia Decidiana war wahrscheinlich die Tochter des aus der Gallia Narbonensis stammenden Senators Titus Domitius Decidianus und wurde um 62 n. Chr. die Gattin des eben aus Britannien zurückgekehrten römischen Senators Gnaeus Iulius Agricola († 93 n. Chr.). Sie reiste mit ihrem Gemahl, wenn ihn administrative oder militärische Pflichten in verschiedene Provinzen des Reichs führten. Aus der glücklichen Ehe gingen zwei (in den Jahren 63 und 83 n. Chr. geborene, aber schon als Kleinkinder verstorbene) Söhne sowie eine Tochter Iulia Agricola (* 64 n. Chr.) hervor, die den römischen Historiker Cornelius Tacitus 77 n. Chr. heiratete. In seinem Testament ernannte Agricola seine Gattin, seine Tochter und den Kaiser Domitian zu Erben. Domitia Decidiana lebte noch, als Tacitus 98 n. Chr. eine Biographie seines verstorbenen Schwiegervaters verfasste, die auch die einzige Quelle zu ihrem Leben ist.